# Krzysztof Płatek
Krzysztof Płatek (ur. 13 stycznia 1962 w Strzelinie) – polski lekkoatleta płotkarz.

## Osiągnięcia
Trzykrotnie startował w halowych mistrzostwach Europy w biegu na 60 m przez płotki. W Pireusie (1985) i Madrycie (1986) odpadł w eliminacjach, a w Liévin (1987) w półfinale. Wystąpił na mistrzostwach świata w 1987 w Rzymie, gdzie odpadł w półfinale biegu na 110 metrów przez płotki.
Był mistrzem Polski w biegu na 110 metrw przez płotki w 1987 i 1988, wicemistrzem w 1986 i 1989 oraz brązowym medalistą w 1983, 1985 i 1990. Zdobył również halowe mistrzostwo Polski w biegu na 60 mtrów przez płotki w 1987 oraz wicemistrzostwo na tym dystansie w 1982, 1983, 1985, 1986 i 1988. Był zawodnikiem AZS Wrocław i AZS-AWF Wrocław. 

## Rekordy życiowe
źródła:
- bieg na 100 metrów – 10,93 s. (26 maja 1990, Wrocław)
- bieg na 200 metrów – 22,01 s. (26 maja 1990, Wrocław)
- bieg na 60 metrów przez płotki (hala) – 7,84 s. (22 lutego 1987, Liévin)
- bieg na 110 metrów przez płotki – 13,61 s. (19 czerwca 1988, Warszawa)[7] – 17. wynik w historii polskiej lekkoatletyki[8]
- bieg na 400 metrów przez płotki – 51,33 s. (1 lipca 1984, Zabrze)[9][10]